# Batalla de Kings Mountain
La batalla de Kings Mountain va ser un conflicte bèl·lic va tenir lloc el 7 d'octubre de 1780 en el marc de la Guerra de la Independència dels Estats Units. La batalla va suposar una important i decisiva victòria independentista, de fet, Theodore Roosevelt va afirmar que aquesta victòria va marcar un "punt d'inflexió en la Revolució Americana".